# Movimento do Sul
O Movimento do Sul, também conhecido como Movimento Separatista do Sul ou Movimento do Sul do Iêmen, e coloquialmente conhecido como al-Hirak (em árabe:  الحراك الجنوبي) é um movimento político e militar activo no antigo Iêmen do Sul desde 2007, que exige a independência da República do Iêmen. Após o Golpe de Estado no Iêmen em 2014-2015, o Movimento do Sul aliou-se ao governo liderado por Abd Rabbuh Mansur Al-Hadi para combater os Houthis.

## Actualidade
Actualmente, o Movimento do Sul está em controlo de todas as províncias do sul em redor de Áden (antiga capital do Iémen do Sul). Nas zonas controladas pelo Movimento as únicas bandeiras visíveis são a antiga bandeira do Iémen do Sul, bem como dos aliados árabes, em especial, a dos Emirados Árabes Unidos que tem laços estreitos com o Movimento.
Com a Guerra Civil Iemenita, o Movimento declarou o seu apoio ao Governo de Hadi, mas, desde então, diversas divergências e disputas entre o Governo Hadi e o Movimento levaram que Hadi demitisse o governador de Aden, Aidarus al-Zoubaidi. Em resposta, o Movimento, bem como diversos outros grupos apoiantes da independência do Iémen do Sul, fundaram o Conselho Transicional do Sul, com o objectivo de declarar a independência do território.
No movimento existem duas grandes correntes ideológicas: uma, que detêm muita popularidade nas zonas mais desabitadas e desérticas no Iémen do Sul, está em aliança com diversas tribos e segue uma linha salafista e tradicionalista; outra, que tem grande popularidades nas zonas urbanas como Aden e que recebe muito apoio também de antigos membros do Exército do Iémen do Sul e do Partido Socialista Iemenita, segue uma linha socialista, laica, Pan-arabista e marxista-leninista.